# Syreny z Tytana
Syreny z Tytana (tyt. oryg. The Sirens of Titan) – druga pod względem daty wydania powieść Kurta Vonneguta, opublikowana w 1959. Mimo typowo fantastycznego tła, powieść skrywa w sobie uniwersalne przesłanie, na pozór satyryczne, mające jednak głębokie odbicie moralne.

## Fabuła
Powieść opisuje historię jednego z najbogatszych ludzi w Ameryce – Malachiego Constanta, który jako pierwszy miał stać się świadkiem materializacji Winstona Nilesa Rumfoorda, prosperującego przedsiębiorcy z Newport, który wcześniej wraz ze swoim psem Kazakiem wyruszył w międzygwiezdną podróż, a następnie został infudybułowany chronosynklastycznie, od tamtej pory występując w obszarze między Słońcem a Betelgezą w postaci falowej. Materializował się przy tym regularnie na różnych ciałach niebieskich, prócz Tytana, na którym był stale obecny.
To właśnie na tym jednym z wielu księżyców Saturna Winston Niles Rumfoord spotyka przedstawiciela maszynowej populacji Tralfamadorczyków, który czeka już od kilkuset tysięcy lat na dostawę pewnego ważnego elementu do budowy swojego statku. Przez te wszystkie lata Salo, bo tak nazywa się obcy stwór, głęboko wsiąkł w ziemiańską historię i poznał ludzi od dobrych i złych stron. Nie miał przyjaciół, dlatego zajął się rzeźbiarstwem. To zajęcie pochłonęło go tak bardzo, że w imię sztuki wykuł ponad 2 miliony ludzkich posągów, które poustawiał wokół tytańskiego morza.
Salo zapoznał się z Winstonem i w imię przyjaźni pomógł mu stworzyć coś w rodzaju państwa. Państwo to znacznie różniło się od innych. Znajdowało się na Marsie, a jedynym miastem, które pełniło zarazem funkcję stolicy, było Phoebe. Ogół ludności tego miasta-państwa składał się z porwanych Ziemian, należeli do niej także wspomniany już Malachi Constant i była żona Winstona, a przyszła małżonka Malachiego – Beatrycze. Właściwie po wywołaniu uprzedniej amnezji, tych dwoje nie łączyło nic oprócz dziecka Chrona, posiadacza części zamiennej do statku Tralfamadorczyka.
Marsjanie byli bandą ożywionej i całkowicie kontrolowanej materii, która na każde zawołanie wykonywała szereg poleceń. 95% mieszkańców służyło w armii, której ostatecznym celem miała być wojna przeciw ludzkości. Nad wszystkim pieczę sprawował Winston Niles Rumfoord, który realizował skrupulatnie swój drobiazgowy plan, mający na celu zjednoczenie wszystkich ziemskich narodów pod sztandarem jedynej słusznej ideologii i religii – Kościoła Boga Doskonale Obojętnego (BDO). Jednym z punktów tego przedsięwzięcia był los Malachiego Constanta, który po długiej i prymitywnej tułaczce kosmicznej, miał wreszcie znaleźć się na Ziemi i ujawnić się jako malach, czyli prawzorzec niemoralności, źródło wszystkich nieszczęść i rozpust wedle doktryn Kościoła BDO, a następnie miał zostać wygnany wraz z żoną i synem na Tytana.

## Odbiór
Książka znalazła się w ścisłym finale nagrody Hugo za najlepszą powieść 1960 roku. W 1973 zdobyła japońską Seiun Award dla najlepszego utworu przetłumaczonego.